# Eugeniusz Romer

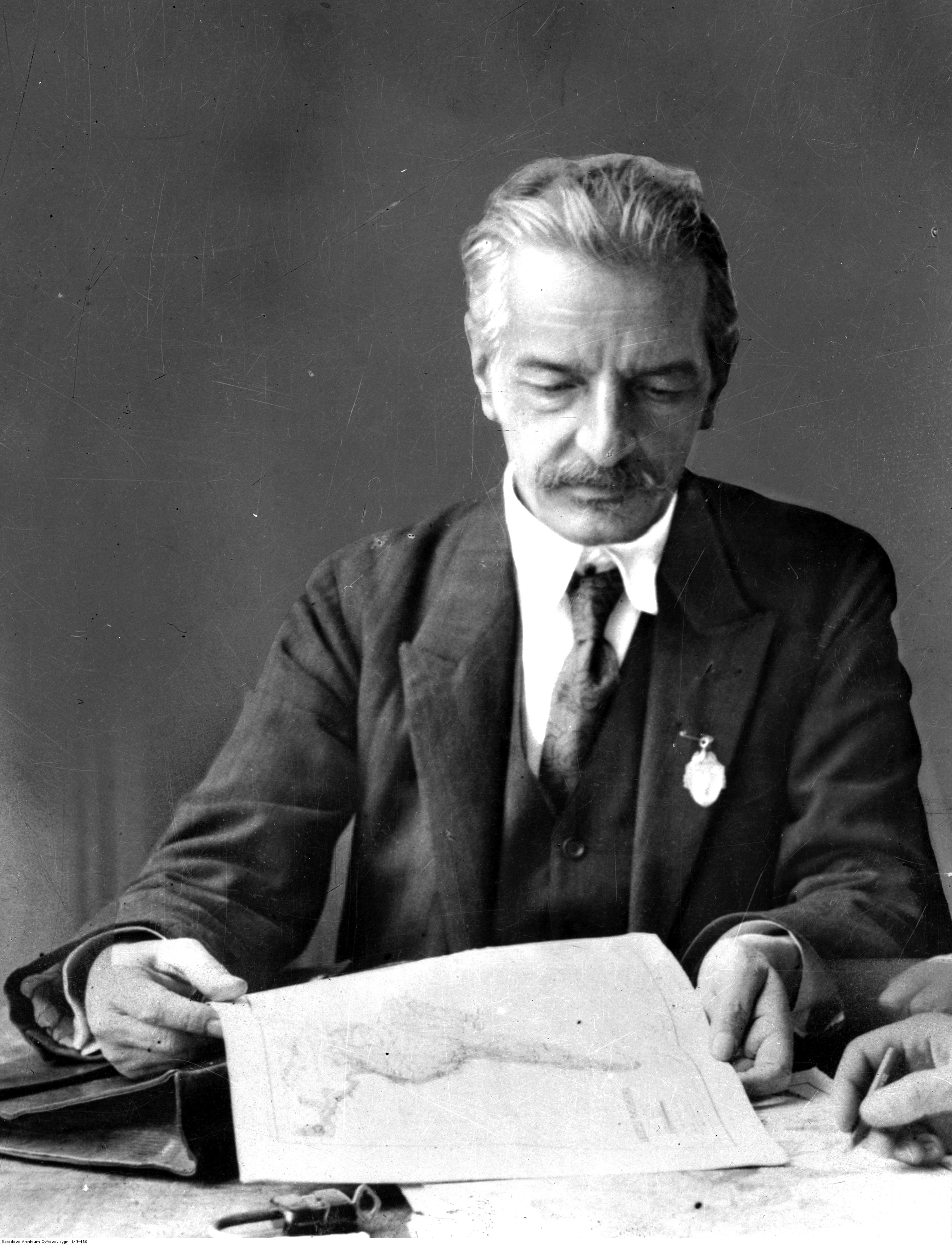
Eugeniusz Romer

Eugeniusz Mikołaj Romer, auch Eugen von Römer, (* 3. Februar 1871 in Lemberg; † 28. Januar 1954 in Krakau) war ein polnischer Geograph und Kartograph.

## Leben

Verwaltung Polen; aus Geograficzno-Statystyczny Atlas Polski. Wien 1916, Karte 6; von Romer

Eugeniusz Romer gilt als der bedeutendste und einflussreichste polnische Geograph des 20. Jahrhunderts. Er machte die Geographie zu einer modernen Wissenschaft. Zahlreiche renommierte polnische Fachvertreter waren unter seinen Schülern. Romer studierte Geschichte und Geographie in Krakau, Halle (Saale) und Lemberg, wo er 1894 mit einer Arbeit über die Niederschlagsverteilung in den Karpaten promovierte. Anschließend setzte er seine physisch-geographischen Studien an den Universitäten Wien und Berlin fort, wo die damals bekanntesten Geographen Albrecht Penck und Ferdinand von Richthofen lehrten. 1899 heiratete Romer Jadwiga Rossknecht, mit der er zwei Söhne bekam. Im selben Jahr wurde er Privatdozent in Lemberg, blieb aber zunächst im höheren Schuldienst. Von 1911 bis 1931 bekleidete er das geographische Ordinariat an der Universität Lemberg und widmete sich verstärkt der Humangeographie und der Kartographie. Seit dieser Zeit trat er offen für eine Wiederbegründung des polnischen Staates ein. Als Romer 1916 in einem Kartenwerk das Gebiet Polens über Gebiete des damaligen Deutschen Reiches hinaus ausgedehnt hat, wurde er von deutscher Seite, u. a. von seinem ehemaligen Lehrer Penck, heftig kritisiert.
Nach dem Ersten Weltkrieg nahm Romer als geographischer Experte für Polen an der Pariser Friedenskonferenz 1919 und an den Friedensverhandlungen in Riga 1921 teil.
Romer war ein international anerkannter Wissenschaftler, war zweimal Vizepräsident der Internationalen Geographischen Union und organisierte den Internationalen Geographenkongress 1934 in Warschau. Er gründete 1921 den Verlag "Atlas" AG in Lemberg (Lwów), der seit 1924 als "Książnica-Atlas" AG, der größte Kartenverlag Polens war. Dort erschienen bis 1939 viele Ausgaben von Schul- und Allgemeinatlanten (u. a. "Atlas Polski Współczesnej", "Powszechny Atlas Geograficzny") sowie Schulkarten mit mehreren Millionen Exemplaren. Außerdem gab er mit dem "Polski Przegląd Kartograficzny" (1918–39) die erste polnische kartographische Zeitschrift heraus, und damit eine der ersten weltweit.
Während des Zweiten Weltkriegs musste Romer in einem Kloster untertauchen und entging so dem Lemberger Professorenmord. Anschließend tauchte er in Warschau unter, indem er den falschen Namen Edmund Piotrowski annahm. Nach Kriegsende erhielt er 1945 erneut eine Professur, diesmal an der Jagiellonen-Universität in Krakau, und half beim Aufbau des nun polnischen Geographischen Instituts in Breslau. Die von ihm 1921 im nun sowjetischen Lemberg gegründete Kartographische Anstalt wurde nach Breslau verlegt und führt noch heute seinen Namen. Seine wichtigsten Veröffentlichungen behandeln nicht nur die Kartographie, sondern auch die Klimatologie und Geomorphologie, die vor allem das Gebiet der Tatra behandeln.

## Werke

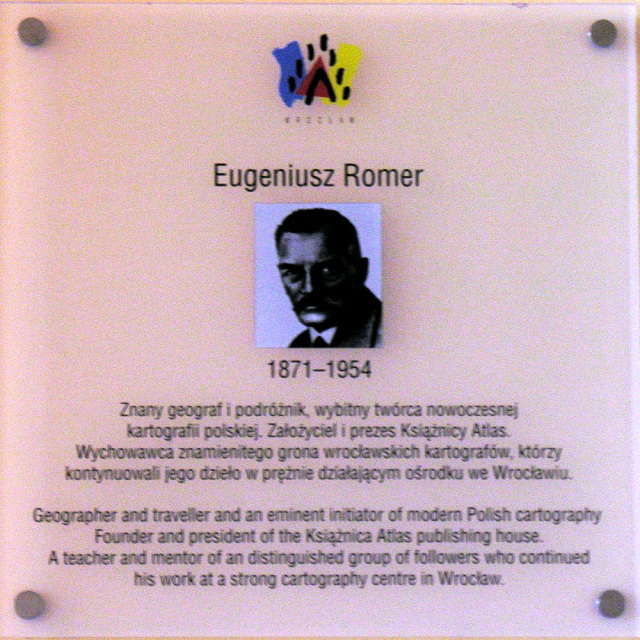
Gedenktafel in Breslau

Eugeniusz Romer gab 1908 den ersten polnischen Schulatlas ("Atlas geograficzny") heraus, gedruckt im K.u.k. Militärgeographischen Institut in Wien. Als "Maly Atlas Geograficzny" hat er bis 1964 16 Ausgaben erlebt. 60 Atlanten, Einzelkarten, Globen und Publikationen stammen von ihm. Die wichtigsten Kartenwerke sind der "Geograficzno-statystyczny Atlas Polski" (1916) und der "Polski Atlas Kongresowy" (1921), welche entscheidenden Einfluss auf die Restauration Polens und die Grenzziehungen im östlichen Mitteleuropa hatten und ihn in seiner Heimat überaus populär machten. Als Zusammenfassung seiner politisch-geographischen Arbeiten erschien 1929 "Ziemia i państwo" (Land und Staat).

### Auswahl
- Geografia dla klasy pierwszej szkół średnich (1904),
- Mały atlas geograficzny (1908),
- Geograficzno-statystyczny atlas Polski (1916),
- Polski atlas kongresowy (1921),
- Powszechny atlas geograficzny (1928),
- Ziemia i państwo (1929),
- Pogląd na klimat Polski (1938),
- Regiony klimatyczne Polski (1949).

## Ehrungen
- Ehrendoktorwürde der Universität Posen (1933)